# Marguerite Typ BO 2
Der Marguerite Typ BO 2 war ein sportlicher Personenwagen.

## Hersteller und Bauzeit
Das französische Unternehmen Société A. Marguerite aus Courbevoie begann etwa 1922 mit der Produktion von Automobilen. Die Produktion des Marguerite Typ BO 2 fand von 1927 bis 1928 statt.

## Fahrzeug
Beim Fahrgestell handelte es sich um ein konventionelles, allerdings besonders niedriges Fahrgestell mit Frontmotor und Hinterradantrieb. Für den Antrieb sorgte bei 23 Fahrzeugen ein Vierzylinder-Einbaumotor von Chapuis-Dornier mit 1095 cm³ Hubraum und OHV-Ventilsteuerung, Dreiventiltechnik und Doppelvergaser. Zwei Fahrzeuge waren mit einem Vierzylindermotor von S.C.A.P. mit 1100 cm³ Hubraum ausgestattet. Das Fahrgestell hatte eine Spurbreite von 125 cm und einen Radstand von 260 cm. Die Fahrzeuge entstanden als offene Zweisitzer. Die Sportwagen wurden auch bei Autorennen eingesetzt. Die bauartbedingte Höchstgeschwindigkeit war mit 134 km/h für das Chapuis-Dornier-Modell bzw. 141 km/h für das S.C.A.P.-Modell angegeben.

## Vorgänger und Nachfolger
Das Modell wurde 1928 vom Nachfolger Morano-Marguerite Typ BO 2 abgelöst.